# Massimo Vellar
Massimo Vellar (* 30. August 1977 in Asiago) ist ein ehemaliger italienischer Skispringer.
Vellar gab am 1. Januar 1993 sein Debüt im Skisprung-Weltcup. In Garmisch-Partenkirchen erreichte er den 60. Platz, womit er am Ende den 78. Platz in der Tournee-Gesamtwertung belegte. Am 27. März 1993 erreichte er in Planica mit dem Team im Teamfliegen den 9. Platz. Ab 1996 sprang Vellar fest im Skisprung-Continental-Cup. 1997 gewann er erstmals die Bronzemedaille bei den italienischen Meisterschaften. 1998 wie auch 1999 und 2000 gewann er erneut Bronze bei den italienischen Meisterschaften. Bei den Nordischen Skiweltmeisterschaften 1999 in Ramsau am Dachstein erreichte Vellar den 47. Platz von der Normal- und den 37. Platz von der Großschanze. Nach der Saison 1999/2000 beendete er seine aktive Skisprungkarriere.